# Ла-Дренн
Ла-Дренн (фр. La Drenne) — муніципалітет у Франції, у регіоні О-де-Франс, департамент Уаза. Ла-Дренн утворено 1 січня 2017 року шляхом злиття муніципалітетів Ле-Делюж, Ла-Невіль-д'Омон i Рессон-л'Аббе. Адміністративним центром муніципалітету є Ле-Делюж.  Населення — 1058 осіб (01.01.2021).